# Lasza Dżakobia
Lasza Dżakobia (gruz. ლაშა ჯაკობია; ur. 20 sierpnia 1980 w Tbilisi) – gruziński piłkarz, grający na pozycji napastnika, reprezentant Gruzji.

## Kariera piłkarska

### Kariera klubowa
Jego ojciec Gia Dżakobia jako piłkarz występował w Dinamie Tbilisi. Lasza Dżakobia rozpoczął treningi w Szkole Piłkarskiej "FK Maisi". W sezonie 1997/98 zadebiutował w zespole Dinama Tbilisi. Został powołany do juniorskiej reprezentacji Gruzji na wyjazdowy mecz w Grecji, po którym przeniósł się do belgijskiego Standardu Liège. Młody napastnik w pierwszym sezonie udanie występował w drugiej drużynie Standardu. W następnym sezonie zadebiutował w podstawowej jedenastce, ale potem wypadł z kadry z powodu kontuzji. Po pierwszej operacji został wypożyczony do drugoligowego CS Visé. W 14 meczach strzelił 14 bramek, po czym przeniósł się do pierwszoligowego klubu VC Eendracht Aalst 2002. Na pierwszym treningu ponownie doznał kontuzji. Do gry powrócił po półrocznej rehabilitacji, ale po kilku meczach znowu doznał urazu. Kolejna rehabilitacja trwała 10 miesięcy.
Prawa do piłkarza zostały przekazane francuskiemu Paris Saint-Germain F.C. Stamtąd został wypożyczony do RFC de Liège, gdzie miał leczyć się i odzyskać formę sportową. Przez ciągle kontuzje nie zagrał żadnego oficjalnego meczu. Potem postanowił wrócić do Gruzji.
W latach 2002–2003 występował w Dinamie Tbilisi, a następnie w FC Tbilisi. Kolejnym klubem do którego został wypożyczony był PAS Janina. Po dwóch miesiącach występów podczas okienka transferowego przeniósł się do Metalista Charków. Trener Metalista Hennadij Łytowczenko po trzech tygodniach testów zdecydował się podpisać kontrakt z piłkarzem. W sezonie 2006/2007 został wypożyczony do Arsenału Kijów, w którym w 16 meczach strzelił 4 bramki. W następnym sezonie rozegrał tylko 4 gry w barwach Metalista. Rundę jesienną sezonu 2008/2009 rozpoczął w charkowskiej drużynie, a zimą został ponownie wypożyczony do Arsenału Kijów. 26 września 2009 po meczu z Metałurhem Zaporoże analiza dopingowa dała pozytywny wynik i piłkarz był dyskwalifikowany na pół roku. Latem 2011 podpisał kontrakt z klubem Zakarpattia Użhorod. Po zakończeniu sezonu 2011/12 opuścił zakarpacki klub.

### Kariera reprezentacyjna
W latach 2004–2008 występował w reprezentacji Gruzji. Łącznie rozegrał 13 gier reprezentacyjnych, strzelił 1 gola.

## Sukcesy i odznaczenia

### Sukcesy klubowe
- mistrz Pierwszej Ligi Ukrainy: 2012